# Кариокар бразильский
Карио́кар брази́льский (лат. Caryocar brasiliense) — плодовое дерево семейства Кариокаровые, происходящее из Бразилии и с севера Парагвая. Его ярко-жёлтые плоды имеют сильный вкус и аромат. Семена пеки используются для получения пищевого масла. Это растение играет важную роль в культуре индейского населения Бразилии.